# Heidevolk
Gli Heidevolk sono un gruppo folk/viking metal olandese. I testi delle loro canzoni sono ispirate dalla natura, dalla storia della Gheldria e dalla mitologia germanica. Tutti i testi delle loro canzoni sono in olandese.

## Storia
Il gruppo fu fondato nel 2002 con il nome Hymir da sei uomini il cui comune interesse riguardava la natura, la mitologia germanica, il folklore e la storia della Gheldria (Gelderland in olandese). L'intento era quello di creare una musica in cui convogliare questi argomenti: nacquero così gli Heidevolk, i quali iniziarono a suonare dal vivo nel 2003. Da allora hanno pubblicato una demo, due album in studio e un EP.
Il nome, che significa "Gente della brughiera", è stato coniato durante una delle loro passeggiate nella Veluwe.

## Discografia

### Album in studio
- 2005 - De Strijdlust is Geboren
- 2008 - Walhalla wacht
- 2010 - Uit oude grond
- 2012 - Batavi
- 2015 - Velua
- 2018 - Vuur van verzet

- 2023 - Wederkeer

### EP
- 2007 - Wodan Heerst

### Demo
- 2004 - Het Gelders Volkslied

## Formazione

### Attuale
- Rowan Roodbaert - basso, tamburello mezzaluna, voce (2006-presente)
- Koen Vuurdichter - chitarra, cori (2015-presente)
- Jacco de Wijs - voce (2016-presente)
- Mat van Baest - chitarra (2020-presente)

### Ex componenti
- Paul Braadvraat - basso (2002-2006)
- Joost Vellenknotscher - batteria, cori (2002-2022)
- Niels Beenkerver - chitarra (2002-2005)
- Sebas Bloeddorst - chitarra, tamburello, mandolino, corno, armonica a bocca, cori (2002-2011)
- Jesse Vuerbaert - voce, flauto (2002-2005)
- Joris Boghtdrincker - voce, corno, corno alpino, chitarra (2002-2013)
- Reamon Bomenbreker - chitarra, cori (2005-2015)
- Mark Splintervuyscht - voce (2005-2015)
- Stefanie Speervrouw - violino (2007-2008)
- Kevin Vruchtbaert - chitarra (2012-2015)
- Lars NachtBraecker - voce (2013-2020)
- Kevin Storm - chitarra (2016-2018)

### Turnisti
- Kevin van den Heiligenberg - batteria (presente)
- Koen Romeijn - chitarra (2015)
- Kevin Storm - chitarra (2015-2016)
- Jacco de Wijs - voce (2015-2016)
- Mat van Baest - chitarra (2019-2020)